# Az Alkonyat-sorozat szereplői
Az alábbi lista Stephenie Meyer írónő Alkonyat-sorozatának szereplőit tartalmazza.

## Swanék

### Isabella Marie Swan

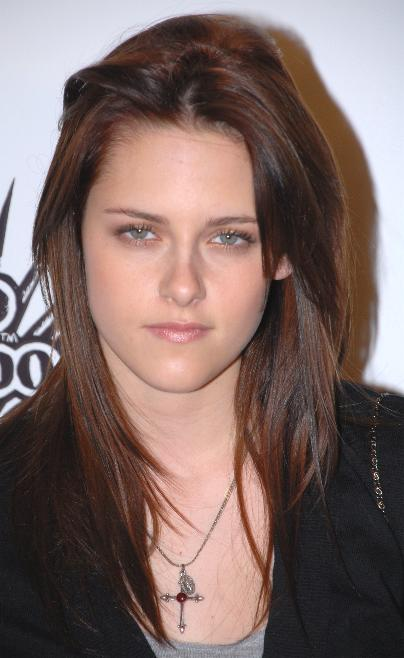
A Bellát alakító Kristen Stewart

Bella egy többnyire ügyetlen, kétbalkezes, koordinációs problémákkal küzdő és jószívű lány. Miután édesanyja, Renée Swan újra férjhez ment, lelkiismeret furdalása támadt amiatt, hogy anyja ő miatta nem tud hivatásos sportoló férjével, Phil Dwyerrel utazni az országos "turnékon". Így elhatározta, hogy Forksba költözik, és édesapjával fog élni. Itt figyel fel és szeret bele az egyik helyi diákba, Edward Cullenbe.
A hajnalhasadásban Bella hozzámegy Edwardhoz és terhes is lesz tőle. Gyerekük megszületik, de ő a halálán van, ezért Edward megpróbálja átváltozatni Bellát, és mikor már az hiszik, meghalt, Bella kinyitja a szemét . Különleges képessége a 'pajzs', ami azt jelenti, hogy képes megvédeni az elméjét külső behatások ellen pl.: Edward és Aro nem tud olvasni a gondolataiban, Jane és Alec nem tudja használni rajta képességeit...stb. (Sok gyakorlás után képes lesz kiterjeszteni a pajzsot más személyekre is Pl.: Edwardra)
Bellának mogyoróbarna szemei és ugyanilyen színű haja van, 165 cm magas. A filmekben Kristen Stewart játssza.

### Charlie Swan

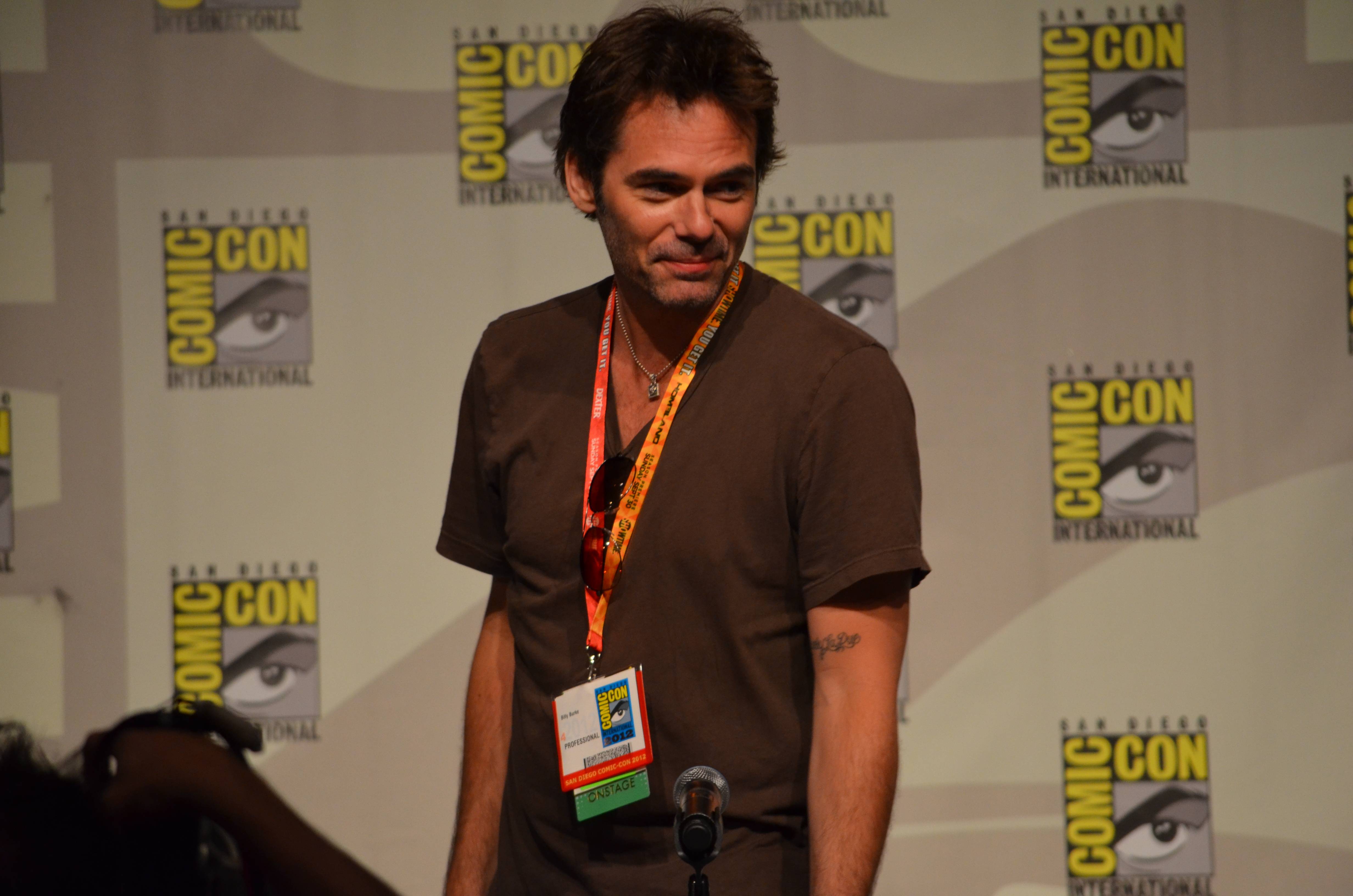
Billy Burke

Charlie családja mindig is Forksban élt, ő maga 1964-ben született, Geoffrey és Helen Swan gyermekeként. Ő és felesége, Renee Dwyer nem voltak sokáig házasok, Bella születése után hat hónappal elváltak. Miután Renee és a kis Bella elutaztak, teljesen maga alá került, sokáig nem találta a helyét. Bella kiskorában minden nyáron egy hónapot Forksban töltött, de tizennégy éves korában arra kérte apját, máshová menjenek nyaralni. Ezután Kaliforniában nyaraltak. Mikor megtudta, hogy lánya hozzá költözik, vett neki egy furgont, hogy minél otthonosabban érezze magát, és akkor menjen el és oda, amikor és ahova kedve tartja. Noha alig várta, hogy újra együtt éljenek, szótlansága még Bella mellett sem tört meg.
A filmben Billy Burke játssza.

### Renée Dwyer
Renee Higginbotham Dwyer, Bella édesanyja 1968-ban született. 1989-ben vált el férjétől, Charlie-tól, majd a kaliforniai Riverside-ba költözött. Bella ötéves volt, mikor végül Phoenixben telepedtek le. 2004-ben ismerkedett meg Phil Dwyer másodosztályú baseballjátékossal, majd feleségül ment hozzá. Renée óvónőként dolgozik, amolyan „szabad lélek”, gyakorta feledékeny és inkább Bella viseli az ő gondját, mint fordítva. Nem sokkal azután, hogy Bella Forksba költözik az apjához, Renée és Phil úgy döntenek, a floridai Jacksonville-ben vesznek házat.
A filmben Sarah Clarke játssza.

## Cullenék

### Edward Cullen

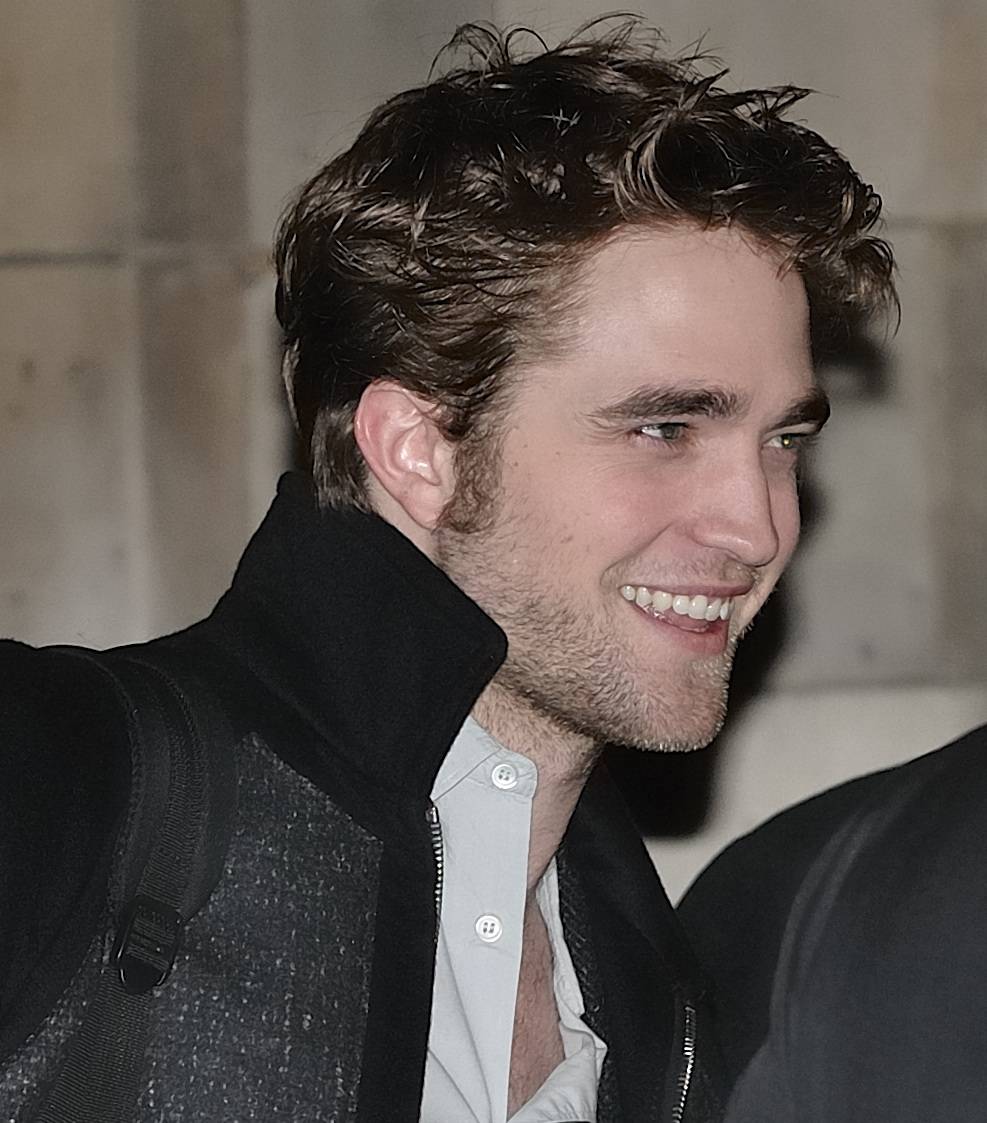
Az Edwardot alakító Robert Pattinson

Edward egy 109(+17) éves vámpír, aki családjával nem sokkal korábban költözött vissza az örökké esős Forksba. Családja egyedi a vámpírok között: csak és kizárólag állati véren élnek (ezért magukat vegetáriánusoknak hívják). Különleges képessége, hogy tud olvasni mások gondolataiban (kivéve Belláéban).
Mikor Bella Swan Forksba költözik édesapjához, Charliehoz, padtársak lesznek biológia órán. Kis híján azonban az az óra katasztrófába torkolt, mivel Edward új padtársának a vére a fiú számára a világ legjobb illatával bír, ami arra ösztönzi Edwardot, hogy ott helyben megtámadja, és az utolsó cseppig kiszívja belőle a vérét. Edward azonban ellenáll a szinte lehetetlen kísértésnek, és beleszeret az ügyetlen, önzetlen, de csupaszív lányba.
Edwardnak kócos bronzvörös színű  haja és aranybarna szemei vannak (mint a családja többi tagjának, ha nem éhesek. Ahogy egyre éhesebbek lesznek a szemük úgy fokozatosan besötétedik, míg végül teljesen fekete nem lesz.)
A filmben Robert Pattinson játssza.

### Renesmee Carlie Cullen

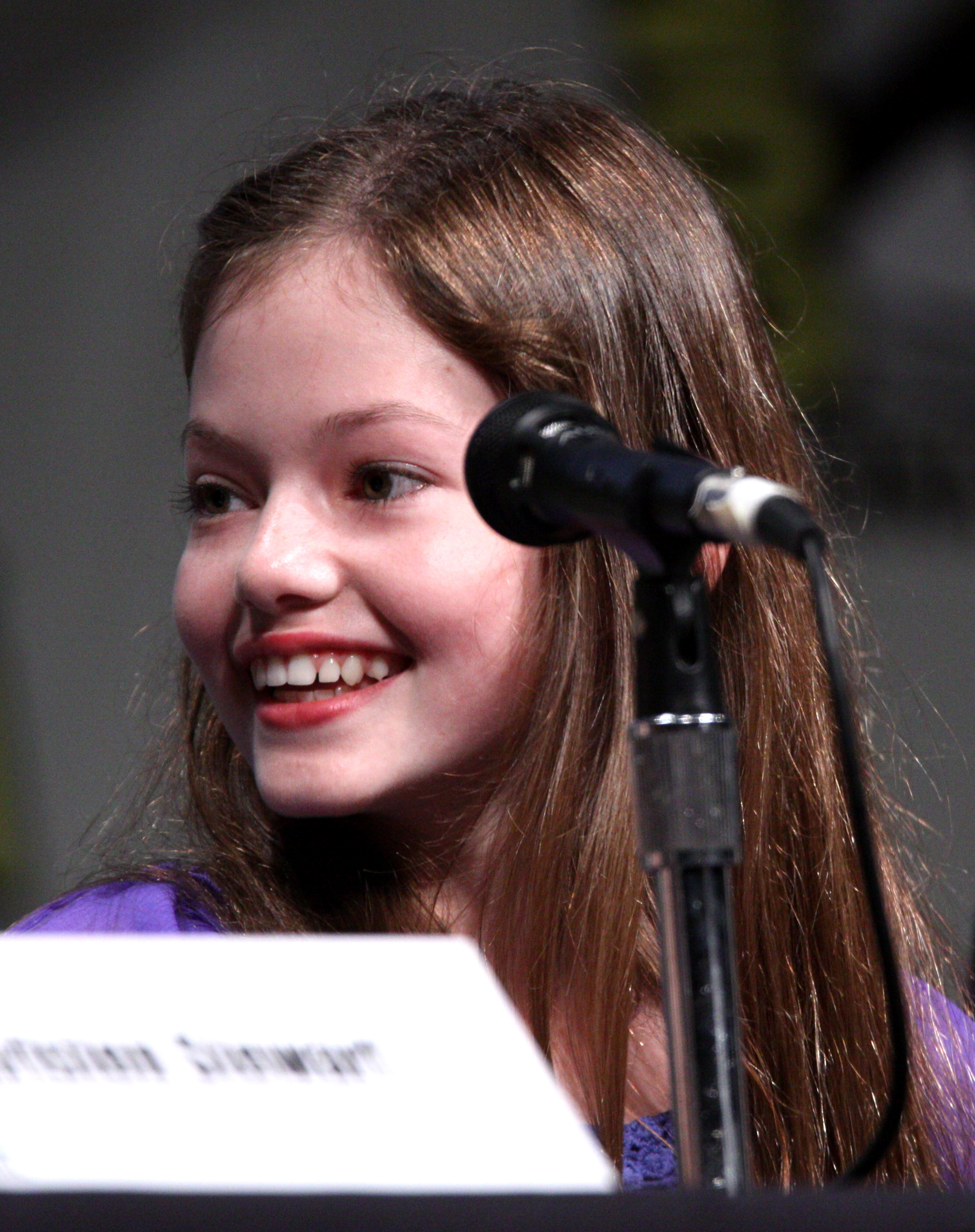
Mckenzie Foy alakítja Renesmee-t a Hajnalhasadásban

Renesmee Edward és Bella kislánya, Bella 19. születésnapja előtt született 3 nappal, a Hajnalhasadás című kötet szerint.
Az első keresztneve Bella édesanyja (Renée) és Edward nevelőanyja (Esme) nevének kombinációjából született. Középső nevét Edward és Bella apjának keresztneveiből (Carlisle, Charlie) alkották.
Becenevét (Nessie) Jacob Blacktől kapja, habár Bella hevesen tiltakozik ellene, hogy lányát a Loch Ness-i szörnyhöz hasonlóan becézzék, mégis a negyedik rész végére minden családtagja ezt használja.
Alig pár órásan „belevésődik” (imprinting) Bella barátjába, Jacobba (vagyis Jacob úgy érzi, Renesmee a lelki társa). Renesmee születése után máris veszélyben van, mivel egy másik vámpír klán tagja, Irina meglátja, és azt hiszi, hogy ő egy halhatatlan vámpír-gyerek. Azonnal értesíti a Volturikat, akik a vámpírok rendőrségeként működnek. Azok elutaznak Forksba, hogy végezzenek a gyerekkel, mivel a vámpíroknak tilos gyerekeket átváltoztatniuk. A Cullen család bebizonyítja Alice segítségével, hogy Renesmeet senki nem változtatta át, hanem igazi félvér, és nem veszélyes. Alice ugyanis elhoz Dél-Amerikából egy másik félvért, Nahuelt, aki már több száz éve él anélkül, hogy akár a Volturi tudott volna róla – bizonyítva, hogy a félvérek nem veszélyesek a vámpírok titkára.
Renesmee félvérként különleges, a szíve vért pumpál, bőrének érintése forró, de falfehér a bőre, és a napfényben szikrázik, de nem olyan erősen, mint az igazi vámpírok, így emberek közelébe is mehet napfényben. Olyan erős, akár egy vámpír, viszont a látása és a hallása már nem olyan erős, mint a vámpíroknak, de erősebb, mint egy átlagos embernek. Egyaránt ihat vért, és ehet emberi táplálékot, de a vért jobban szereti. Viszont az igazi vámpírokkal ellentétben ő nem termel mérget.
Ugyanolyan vonásai és hajszíne van, mint Edwardnak, de göndör a haja, mint nagyapjának Charlie-nak, és olyan barna szemei vannak, mint édesanyjának.
Renesmee szellemileg és fizikailag is gyorsan nő, születése után már 7 nappal tud beszélni. A regény végére már képes futni, olvasni, vadászni és más képességei hasonló gyorsasággal fejlődnek ki. Az intelligenciája mindenkit elbűvöl, különösen Bellát és Edwardot, amikor megérti a kislány, hogy mi zajlik körülötte, mikor a Volturik megérkeznek Forksba. 7 éves korára be fogja fejezni a fizikai fejlődést is, habár már ekkor 18 évesnek néz majd ki. Ekkor megáll az öregedésben.
Képes megmutatni másoknak a gondolatait, ha megérinti őket; főképp így kommunikál, pl.: mikor Bellának megmutatja az első emlékét róla.

### Emmett Cullen

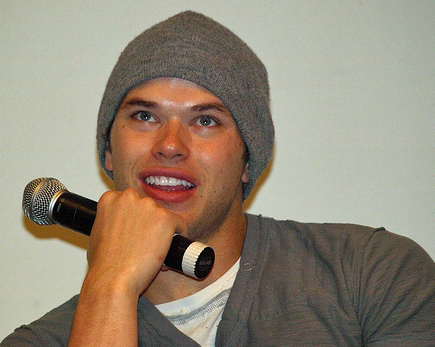
Kellan Lutz alakítja Emmettet a filmváltozatban

1915-ben született Tennessee-ben Emmett McCarthy néven. 1935-ben, miközben a közeli hegységben vadászott, egy medve támadta meg. Majdnem meghalt, de Rosalie rátalált, így még időben sikerült átváltoztatnia őt. Szokatlan módon egyáltalán nem zavarta átalakulásának ténye, csak megrántotta a vállát és ennyit mondott: „Carlisle és Rosalie, az én angyalom is vámpír, mi rossz lehet benne?” Rosalieval már több esküvőt is tartottak. Emmett bármit megtenne, hogy feleségét boldoggá tegye. Időnként külön utakon járnak a család többi részétől, hogy maguk lehessenek, de mindig újra csatlakoznak hozzájuk. Emmettnek kezdetben csak a vegetáriánus életmóddal van problémája, de később azt is megszokja.
Emmett az első, aki támadja Bellát az első részben, de később egészen megkedveli. Gyakran ugratja őt az esetlensége és az állandó pirulása miatt. Az Újholdban Bella átváltoztatása mellett szavaz. A Hajnalhasadásban Emmett viccesen célozgat Bella szexuális életére, amíg a lány el nem hallgattatja azzal, hogy legyőzi szkanderben.
A filmsorozatban Kellan Lutz személyesíti meg.

### Alice Cullen

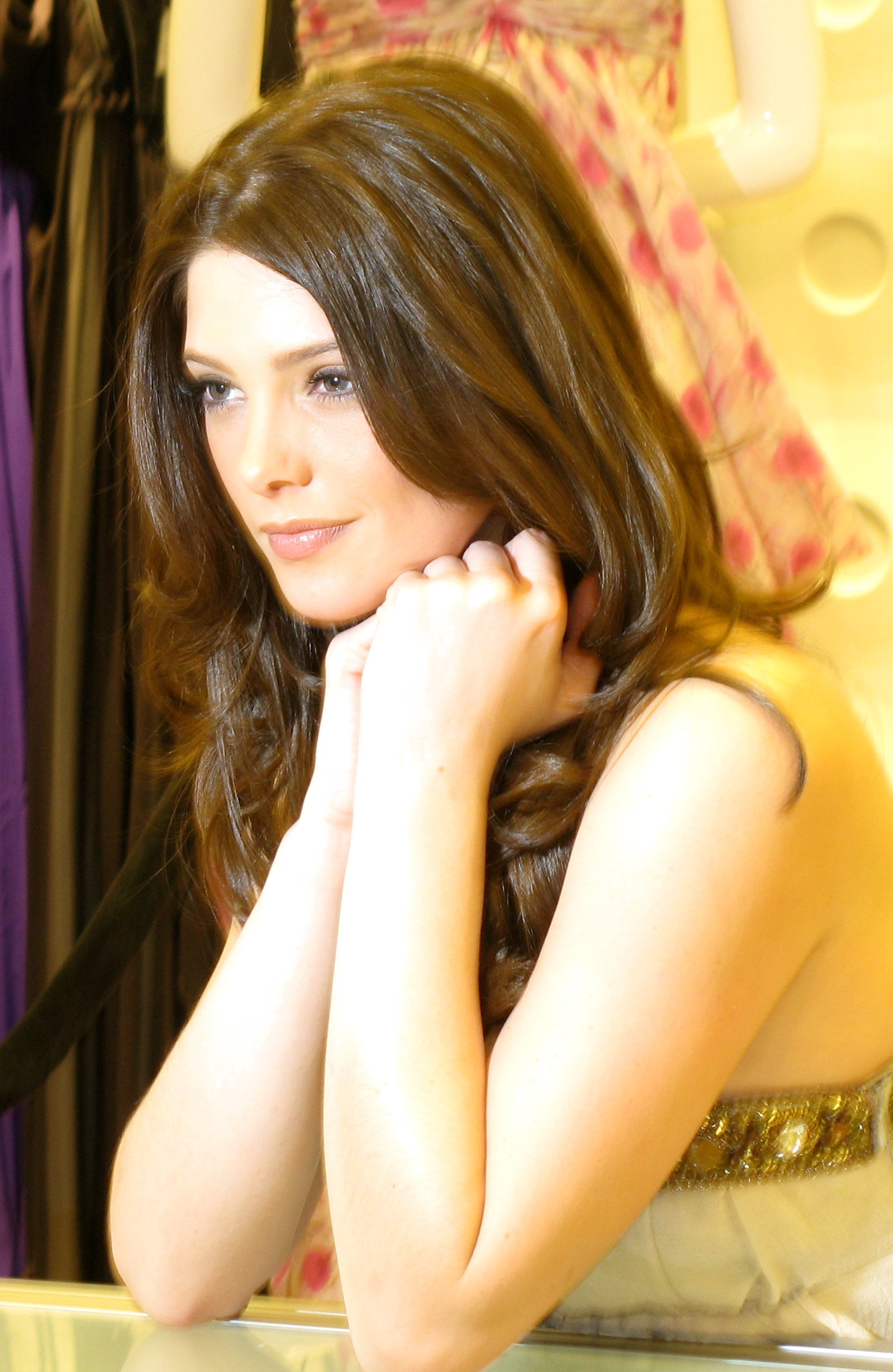
Alice szerepét Ashley Greene-re osztották

Mary Alice Brandon  néven született 1901-ben, Biloxiban (Mississippi). Fiatalon, látomásai miatt elmegyógyintézetbe zárták. Egy ottani dolgozónak (aki vámpír volt) ő lett a legkedvesebb betege. James, egy magányos vadász vámpír azután nézte ki magának Alice-t, miután felfedezte fajtársa figyelmét iránta. Az intézeti dolgozó, hogy Alicet megvédje, szabadon engedte és átváltoztatta. Miután végzett elmenekült, de James megölte őt. Alice nem emlékezett korábbi életére, vámpír mivoltától megrettent, de látomásainak köszönhetően tudta, hogy van egy család, akik maguk közé fogadják, és a nem hagyományos vámpír életet élheti majd. Előző életét is kutatta, így talált rá húgára, Cynthiára, akinek van egy Alice nevű lánya, és mind a ketten még mindig Mississippiben, Biloxiban élnek. Alice talált rá Jasperre 1948-ban, aki akkor már vámpír volt. Alice látomásait követve együtt csatlakoztak a Cullen családhoz 1950-ben. Alice és Jasper hivatalosan is összeházasodtak, de Rosalieval és Emmettel ellentétben nekik egyszer is elég volt. Bella és Edward kapcsolatának kezdetén ő volt a legoptimistább és legtámogatóbb a családból, és biztosította Edwardot, hogy nem lesz semmi baj. Ő mondta meg Edwardnak azt is, hogy Bella egy nap a családjuk tagja lesz.
Alice csak emberek és vámpírok jövőjét képes látni, mivel korábban ember volt, és aztán lett vámpír. Így képessége nem terjed ki a vérfarkasokra, vagy a félvérekre, mint Renesmee. Az Alkonyatban használja képességét, hogy segítsen Bellának. Később pedig a legjobb barátnők lesznek, és úgy szeretik egymást, mint a testvérek. Az Újholdban Alice előre látja, hogy Bella lezuhan egy szikláról, és azt gondolja, hogy öngyilkos lett. Rosalie szól erről Edwardnak. Ekkor Alice elmegy hogy segítsen Charlie-nak feldolgozni a gyászt, de Bella hazaér. Alice elmondja Bellának mit tervez Edward (Volterrába megy megöletni magát a Volturival.) Együtt indulnak a fiú megmentésére. A Napfogyatkozásban már képzett harcosként küzd a Victoria által teremtett sereg ellen, és nagyon élvezi. A Hajnalhasadásban Alice lesz Bella koszorúslánya az esküvőn, majd pedig ő keres egy másik félvért Jasperrel, hogy megmagyarázzák a Volturiknak, hogy Edward és Bella kislánya nem veszélyes a vámpírokra. Alice sikerrel jár, a Volturik elmennek.
Alice vékony, rövid sötét hajú, filigrán lány, divatőrült és vidám. A filmsorozatban Ashley Greene alakítja.

### Jasper Hale

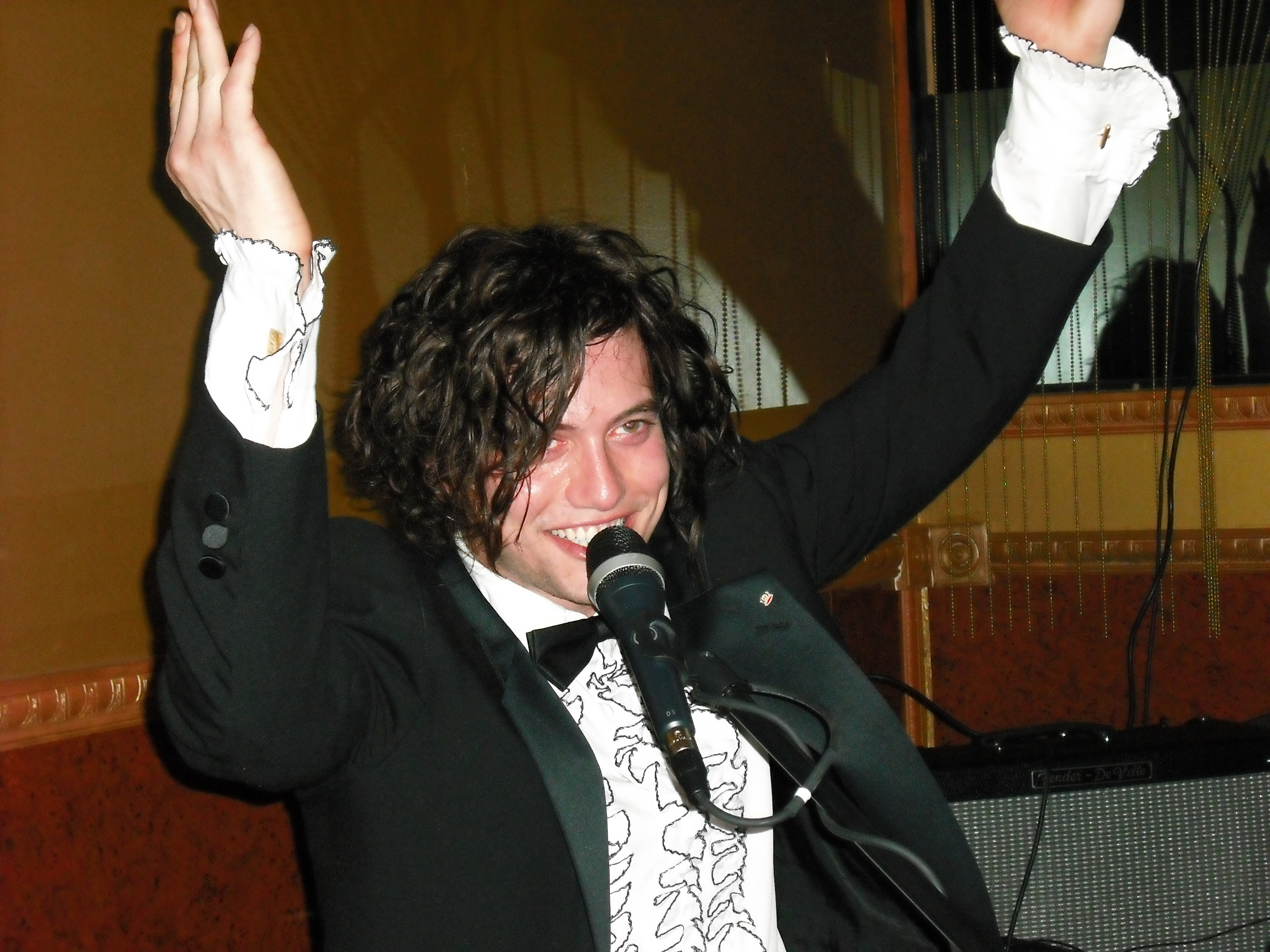
Jackson Rathbone kapta Jasper szerepét a filmváltozatban

Jasper Whitlock 1843-ban született Texasban. Konföderációs katona volt az amerikai polgárháború idején. 1863-ban változtatták vámpírrá. Egy Maria nevű vámpír alakította át, mivel tudta hogy Jasper befolyásos katona és a segítségét akarta. Jasper feladata volt az újszülött vámpírok edzése, majd megölése amikor már nem lehetett hasznukat venni (kb. 1 évvel átalakításuk után, miután az erejük kezdett fogyni). A hosszú idő után belefáradt ebbe az életstílusba és egy barátjához, Peterhez és annak feleségéhez költözött. A család, akikkel együtt maradt, ellentétes elveket vallott a diétát illetően. Jasper egy idő után lelkileg teljesen kikészült.
Már a végső kétségbeesés lett úrrá rajta, Alice épp időben talált rá. Jaspernek volt a legnehezebb beilleszkedni a Cullen családba. Később összeházasodtak. Már egy évszázada vadászott emberekre és itta a vérüket. Sosem tett másként, de kitartott és erősen elhatározta, hogy ellenáll. Edward és Alice folyamatosan segítik ebben. Iskolába járni nehéz neki a rengeteg ember miatt, de Alice kedvéért megteszi (bármit megtenne érte), a diákokat azonban kerüli. Jasper – Rosalie után – a Hale nevet vette fel, mert annyira hasonlítanak egymásra. Az emberek azt hiszik, hogy ikrek, így pedig könnyebb beilleszkedniük és nem kell magyarázkodni.
Az Alkonyatban Alice-szel és Bellával tart mikor üldözni kezdi őket James. Az Újholdban megtámadja Bellát, mikor a lány megvágja az ujját, ezután hagyja el a Cullen család Forksot hogy megvédjék Bellát.
A Napfogyatkozásban Jasper harcolni tanítja a vérfarkasokat és a vámpírokat, hogy megvédjék magukat az újonnan kreált vámpírsereggel szemben. Hajnalhasadásban Jasper és Alice együtt kezdenek el keresni egy másik fél-ember, fél-vámpír hibridet, hogy így bizonyítsák be, Edward és Bella kislánya nem átváltoztatott vámpírgyerek, hanem igazi félvér.
Jasper is rendelkezik egy különleges képességgel: befolyásolni tudja az emberek és vámpírok körül az érzelmi környezetet. Mézszőke haja van, testét vámpírharapások borítják (számos csatát vívott más vámpírokkal). A filmsorozatban Jackson Rathbone személyesíti meg.

### Rosalie Lillian Hale

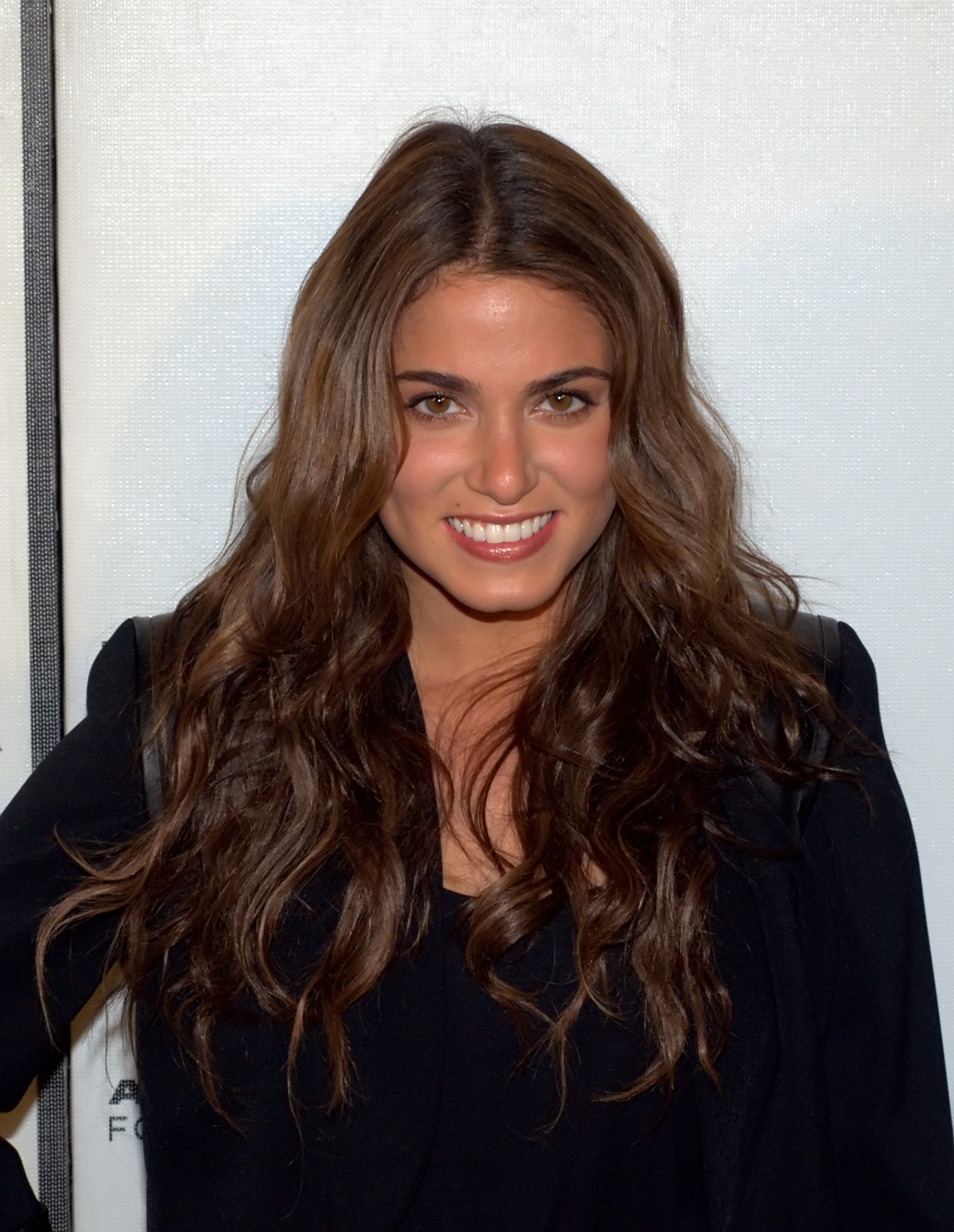
Nikki Reed alakítja Rosaliet.

1915-ben született Rochesterben (New York állam). 1933-ban változott vámpírrá. Ő szenvedte meg a legjobban az átalakulást, énjének egy része még most is dacol ellene. Rosalie mindig is egy tökéletes, kertvárosi családra vágyott, jól kereső férjjel és jól fésült gyerekekkel. Családja középosztálybeli volt, apja bankári állással dicsekedhetett, aki a szerencsének (de ezt sosem ismerte be) köszönhette, hogy nem viselte meg családját a Nagy Gazdasági Világválság. Anyja háztartásbeli volt. Volt két öccse is, de ő volt anyjuk kedvence. Mire 18 éves lett gyönyörű, ámde felszínes, elkényeztetett, önző lánnyá vált. Annak a banknak, ahol apja dolgozott a tulajdonosa igen gazdag volt, és nem mellékesen egy igen megnyerő Royce nevű fiú utóddal is rendelkezett. Royce felfigyelt Rosalie szépségére és feleségül kérte. Nem sokkal az esküvő előtt meglátogatta egyik barátnőjét, Verát és kisfiát. Ekkor jött rá hogy ő sosem lesz olyan viszonyban vőlegényével, mint Vera a férjével, és sosem lesz ilyen boldog családja. Hazafelé menet találkozott össze részeg vőlegényével és annak barátaival. Erőszakoskodtak vele, megerőszakolták, megverték, majd az utcán hagyták meghalni. Ekkor talált rá Carlisle. Átváltozása után megkínozta és megölte volt vőlegényét és annak barátait, de nem ivott a vérükből. Később összefutott leendő férjével Emmett Cullennel aki éppen egy grizzly medvével  küzdött, de már a halálán volt. Több mérföldön keresztül futott vele Carlisle-hoz, hogy átváltoztassa mert félt, hogy ő nem tudja megtenni. Utána összeházasodtak, így Rosalie egy részét megkapta annak az életnek, amire vágyott.
Amikor először feltűnik az Alkonyatban, úgy tűnik Bellának, hogy Rosalie gyűlöli őt, amiért halandó. (A Napfogyatkozásban kiderül hogy nem gyűlöli, csak féltékeny rá, mert ember és nem akarja, hogy Bella eldobja magától a halandóságot és vámpírrá váljon. Azt kívánja, hogy bár neki is lett volna választása mert akkor ő nem ezt az életet választja magának.) Rosalie, amellett hogy  hiú és nagyon öntudatos, nagyon szeretne ismét halandó ember és anya lenni, még a halhatatlanságot és szépségét is odaadná érte. Az Újholdban tévesen tájékoztatja Edwardot Bella öngyilkosságáról, habár Bella csak egy indián szabadidős szórakozást, a sziklaugrást próbálta ki. A Napfogyatkozásban osztja meg Rosalie a múltját Bellával abban a reményben, hogy hátha rá tudja venni, hogy ember maradjon. Nagyon élvezi a harcot az új vámpírokkal szemben is. A Hajnalhasadásban először Rosalieval beszél Bella, miután megtudja, hogy terhes, mert emlékszik rá hogy Rosalie is mennyire akart saját gyereket. Rosalie Bella mellett áll az egész terhessége során. Miután megszületik Renesmee és megkezdődik Bella átváltozása, Rosalie vigyáz a kicsire. A filmsorozatban Nikki Reed alakítja.

### Dr. Carlisle Cullen

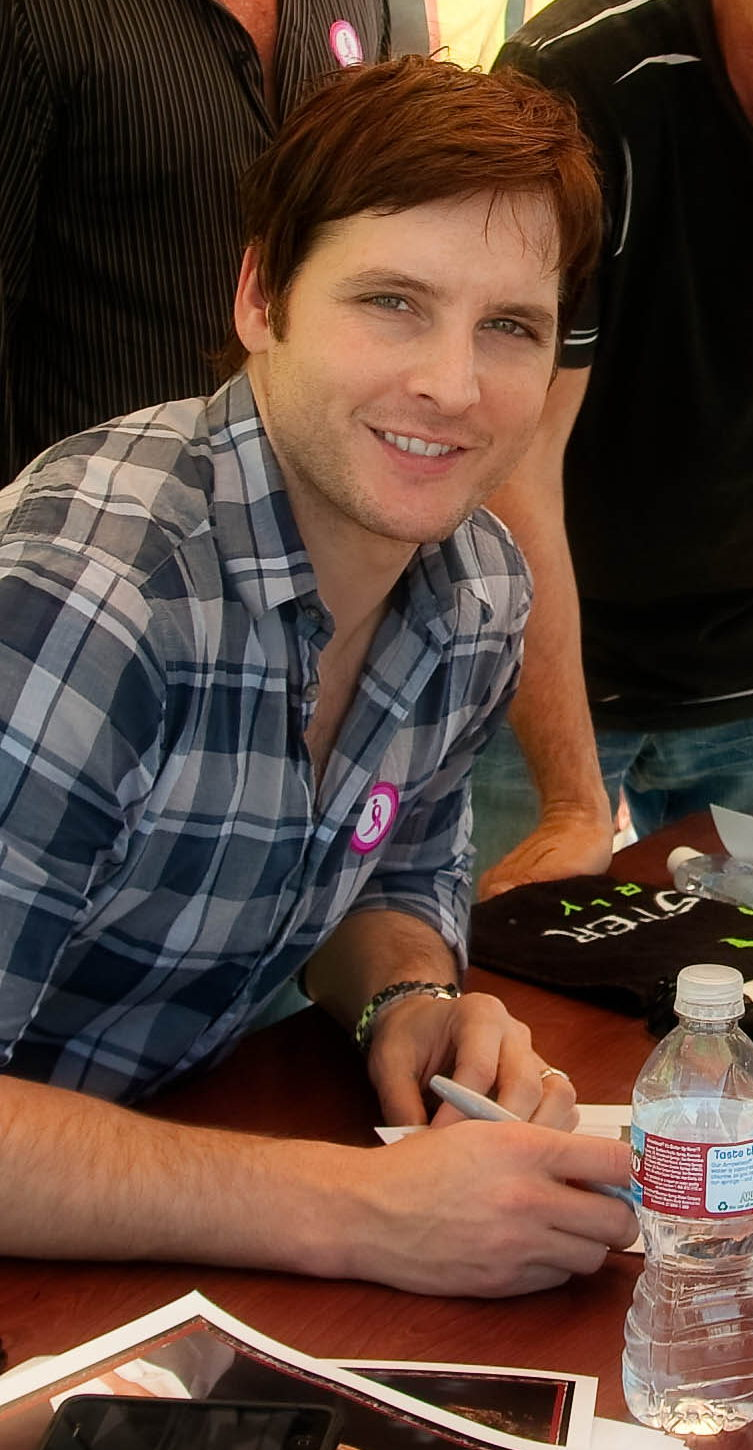
Carlisle-t Peter Facinelli alakítja

Carlisle 1642-ben született Londonban, apja anglikán lelkipásztor volt, aki mélyen belevetette magát a boszorkányok, vámpírok és farkasemberek elleni harcba, a gyanúsítottakat kivégeztette. Nem tűrt meg semmilyen hibát, számára kétféle ember létezett, az igaz lélek és az eretnek. Carlisle nem szerette az erőszakot, viszont okos volt, és találékony, így talált rá egy falu mellett élő valós, igazi vámpír csapatra. Csapdát állított nekik, az egyiket el is kapta, a másik azonban leterítette őt, majd sebesülten magára hagyta meghalni. Carlisle tisztában volt vele, hogy apjára nem számíthat, így az átváltozás idejére egy rakás rohadó burgonya alá temette magát. Ez három napig tartott. Mikor ráeszmélt, hogy mivé vált, többféle módon megpróbálta megölni magát, még a koplalással is próbálkozott.
Utazásai során épp Olaszországban járt, amikor megismerkedett három vámpírral és megdöbbenve tapasztalta, hogy az Angliában látott vámpírokhoz képest mennyivel kifinomultabbak, civilizáltabbak és műveltebbek. Aro, Marcus és Caius (Őket Volturiként is emlegetik vámpír körökben) szintén megdöbbentek, mivel ők még nem találkoztak olyan vámpírral aki hosszabb ideig ellent tudott volna állni az emberi vérnek. Egy ideig velük maradt, és majdhogynem baráti viszonyt alakított ki velük. Próbáltak rávenni, hogy engedelmeskedjen a vámpírösztönöknek, Carlisle azonban erősen kitartott azon elhatározása mellett, hogy embert soha nem fog ölni és ezt sikerült is betartania, a Volturi pedig tiszteletben tartotta elhatározását. Két évszázad alatt immunissá vált az emberi vér szagára, már a sürgősségi ellátásokat is képes bármiféle kockázat nélkül végigcsinálni. 1911-ben ismerkedett meg Esmee-vel, aki akkor törött lába miatt szorult orvosi kezelésre. Nem sokkal ezután Chicagóba költözött, hisz már túl sok időt töltött el az előző városban, már nem sokáig lett volna hihető, hogy 35 éves. 1918-ban változtatta át a halálán lévő Edwardot, aki ezután vele maradt, mint a fia. Ezzel megszakadt végre több évszázados magánya. Ezután Wisconsinba költöztek, ahol 1921-ben Carlsilet és Esmeét újra összehozta a sors. Ezúttal azonban súlyos sérülésekkel szállították be a lányt. Egy szikláról leugorva próbált meg véget vetni életének. Súlyos állapotban volt, Carlisle pedig megsajnálta, és átváltoztatta őt is. Egymásba szerettek és hivatalosan is összeházasodtak.
Ezután talált rá Rosalie-ra, akit jegyese és annak barátai támadtak meg és hagyták magára az utcán meghalni. Később, miközben Rosalie vadászott, rátalált egy Emmett nevű fiúra, akit megtámadott egy medve, több mérföldön keresztül vitte el Carlisle-hoz, hogy változtassa át, mivel félt hogy ő nem bír majd megállni. Családjuk így már öt tagúra bővült. Ezután költöztek Washingtonba, Hoquiamba ahol egyezséget kötöttek a Quileute nevű őslakos indiánokkal, hogy a Quileute-ok nem fedik fel az ő kilétüket, ha Cullenék nem az ő területükön vadásznak, és nem bántanak embereket. A békefeltételeket elfogadták, és nyugalomban éltek következő továbbköltözésükig. Később csatlakozott hozzájuk, a már vámpírrá változott Jasper és Alice, de őket is ugyanolyan szeretettel fogadta. Carlisle-nak van a legnagyobb tisztelete a családban, annak ellenére, hogy mindig nyugodt és soha nem emeli meg a hangját. A filmsorozatban Peter Facinelli személyesíti meg.

### Esme Cullen

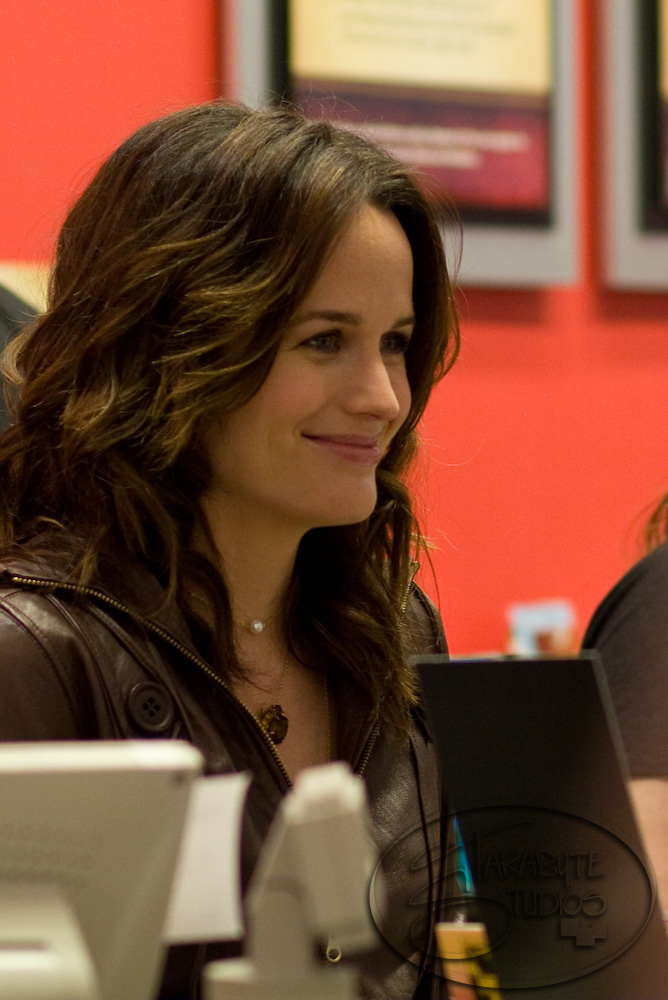
Elizabeth Reaser kapta Esme szerepét a filmben

1895-ben született Esme Anne Platt néven az ohioi Columbusban. 1911-ben leesett egy fáról és eltörött a lába. A kórházban dolgozó orvos, Carlisle Cullen, aki ellátta a sérülést, nagy hatással volt rá. Családjával Columbus külterületén egy farmon éltek. Mikor nagyobb lett, és már minden barátnője férjhez ment, elhatározta, hogy tanárnak tanul és nyugatra költözik. Apja ebbe nem egyezett bele, mondván nem helyénvaló egy fiatal lánynak egyedül élni egy nagyvárosban. A család egyik, ígéretes jövő elé néző jó barátja feleségül akarta venni, apja pedig kényszerítette rá, hogy igent mondjon. Érzései közömbösek voltak Charles Evenson iránt, de nem mondott nemet. 1917-ben, 22 évesen feleségül ment hozzá, ám hamar rájött, hogy nagy hibát követett el. Charlie a külvilág felé mindig a barátságos arcát mutatta, a magánéletben azonban teljesen más volt: bántalmazta őt. Szülei erre csak annyit reagáltak, hogy legyen jó feleség, és hallgasson. Az I. világháború kitörése után nem sokkal behívták férjét katonának, ami kész megváltást jelentett Esme számára. Amikor 1919-ben hazatért, a helyzet rosszabb lett, mint volt. Nem sokkal ezután Esme teherbe esett, és ez volt az, ami végül rávette a szökésre, hisz nem akarta gyermekét ilyen körülmények között nevelni. Egy másod-unokatestvérénél húzta meg magát Milwaukee-ban. Hamar beilleszkedett, hadiözvegynek adta ki magát és egy kis helyi közösségben tanított. 1921-ben nem sokkal születése után tüdőfertőzésben meghalt a gyermeke. Esme úgy érezte, nem maradt semmije. Egy szikláról leugorva próbált meg véget vetni az életének. Carlisle emlékezett rá a korábbi találkozásukról, és semmiképpen sem akarta, hogy meghaljon, így átváltoztatta őt. Mikor Esme kinyitotta szemét és meglátta azt az arcot, akire 16 éves kora óta mindig visszagondolt, nem bánta, hogy vámpír lett. Nem fogadta olyan könnyedén, mint Emmett, de boldog volt, hogy rátalált álmai férfijára. Anyai ösztönei örökre benne maradtak, a családban ő tölti be az anya szerepét.
Esme Bellát is saját gyermekeként szereti. A negyedik részben derül ki, hogy Esme kapott egy dél-amerikai szigetet Carlisle-tól, amit Esme-szigetnek neveztek el. Itt tölti Edward és Bella a nászútját. Esme kitűnő érzékkel rendelkezik a lakberendezés iránt, ő rendezi be Edward és Bella új otthonát is. A filmsorozatban Elizabeth Reaser alakítja.

## A kvilájúta törzs

### Jacob Black

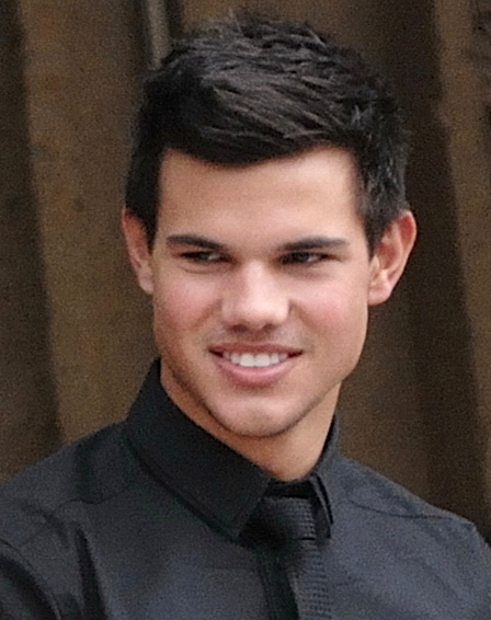
Taylor Lautner kapta Jacob szerepét

Jacob a kvilájúta törzs tagja, Bella gyerekkori barátja. Édesapja, Billy Black Bella apjának jó barátja. Édesanyja, Sarah korán meghalt. Van két lánytestvére, Rachel és Rebecca. Jacob szintén beleszeret Bellába, amikor az visszaköltözik Forksba. Jacob nincs jó véleménnyel arról, hogy Bella ennyire érdeklődik Edward iránt. Bella Jacobtól szerez tudomást a törzs ősi legendáiról és Cullenékkel való viszonyáról. Az Újholdban Jacob és Bella szoros kapcsolatba kerülnek, miután Edward elhagyja a lányt. Bár a fiú megígéri Bellának, hogy sosem fogja bántani, ígéretét nem tudja betartani, mikor kiderül, ő maga a törzs farkassá változni képes férfijaihoz tartozik – így, hogy megvédje Bellát, megkéri a lányt, maradjon távol tőle. Jacob és a többi farkas védi meg Bellát, amikor egy másik vámpír, Laurent megtámadja. Mikor Bella Edward segítségére siet, hogy megmentse a fiút az öngyilkosságtól, Jacob kérleli, maradjon, ám a lány képtelen hagyni, hogy Edward megölesse magát miatta. A Napfogyatkozásban újra közelebb kerülnek egymáshoz Bellával, és Bella rádöbben, hogy Jacobot is szereti, habár Edward iránt érzett szerelme sokkal erősebb. Jacob képtelen elfogadni, hogy a lány igent mondott Edward házassági ajánlatára. A Hajnalhasadásban Jacob, bár majd' őrületbe kergeti a lány állapota, végig Bella mellett maradt terhessége végső stádiumában, és a törzs farkashordájától is elszakad, amikor azok úgy döntenek, végeznek a lánnyal a méhében hordott „vámpírszörny” miatt. Amikor Edward és Bella kislánya megszületik, Jacob rádöbben, hogy az újszülött kislány, Renesmee a lelki társa, és attól fogva nem lehet elszakítani a kislány mellől. Bella nehezen törődik bele, hogy egy napon, amikor Renesmee felnő, Jacob lesz majd a lánya férje, de végül elfogadja, mikor látja, mennyire rajong Jacob érte.
A filmsorozatban Taylor Lautner alakítja.

### Billy Black
Billy Jacob apja. Billy dédapja, Ephraim Black volt az előző farkasfalka vezére, ám Billy nem örökölte az átváltozás képességét.Mégis most ő a tanács vezetője. Kerekesszékben ül, de ez nem gátolja semmiben, sokat horgászik. A filmben Gil Birmingham játssza.

### Sam Uley
Sam volt a farkasfalka első tagja, ebből kifolyólag ő lett a falkavezér. Igazából nem ő a hivatalos Alfahím, vagyis a vezér, hanem Jacob, ám a fiú átengedte neki helyét a törzs élén. Sam „bevésődésének” társa Emily Young, aki Leah Clearwater, a fiú gimis szerelmének másod-unokatestvére. Sam egyszer dühbe gurult, átlényegült farkassá és megsebezte a lányt az arcán és a kezén. A filmben Chaske Spencer játssza.

### Seth Clearwater
Seth nagyon fiatal, alig 15 éves volt amikor farkasgénjei működésbe léptek.A nővérével Leah Clearwaterrel ellentétben őt  nem zavarja Cullenék jelenléte, sőt mindenkit a nevén szólít és Edwarddal különösen jó barátságban van.  A filmben Boo Boo Stewart alakítja.

### Leah Clearwater
Leah az egyetlen és első lány farkas a falkában. Még jóval átváltozása előtt Sammel járt, ám az elhagyta miután megtalálta igaz szerelmét, Emilyt. A lány nagyon szenved a Sam, Emily, Leah háromszögtől, amit a többi farkas is érzékel a farkastelepátia miatt. Szegénnyel mindenki ellenséges, de ő is ilyen mindenkivel. Leah gyűlöli a vámpírokat. A filmben Julia Jones játssza. A Hajnalhasadás 1. részében Leah segít megmenteni Nesst.

### A többi vérfarkas
Ismertebbek:
- Quil Ateara (Tyson Houseman)
- Embry Call (Kiowa Gordon)
- Paul Lahote (Alex Meraz)
- Jared Cameron (Bronson Pelletier)
- Collin Littlesea (Jimmie Brayden)
- Brady Fuller (Swo-wo Gabriel)

## Vámpírok

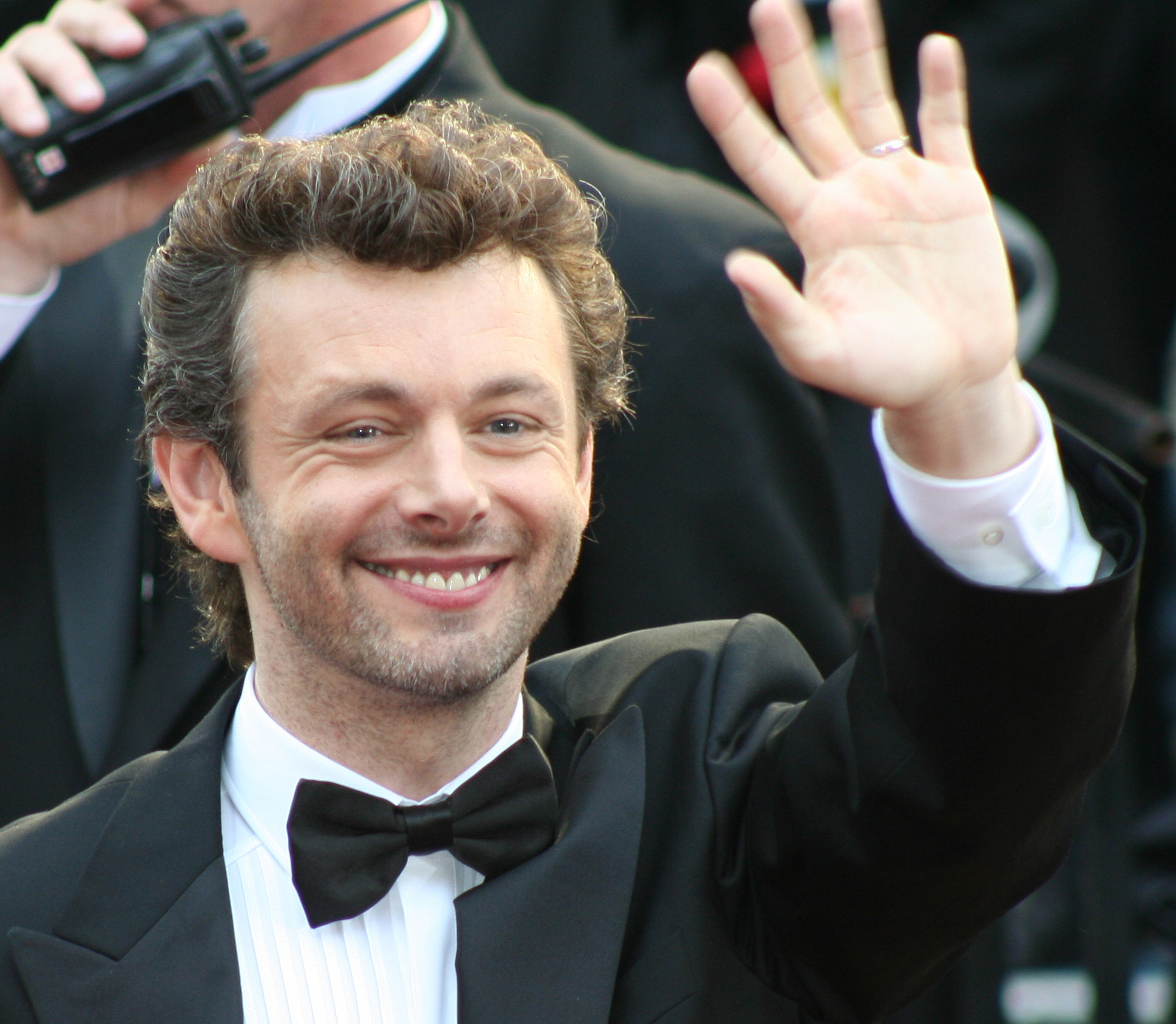
Michael Sheen, Aro megszemélyesítője

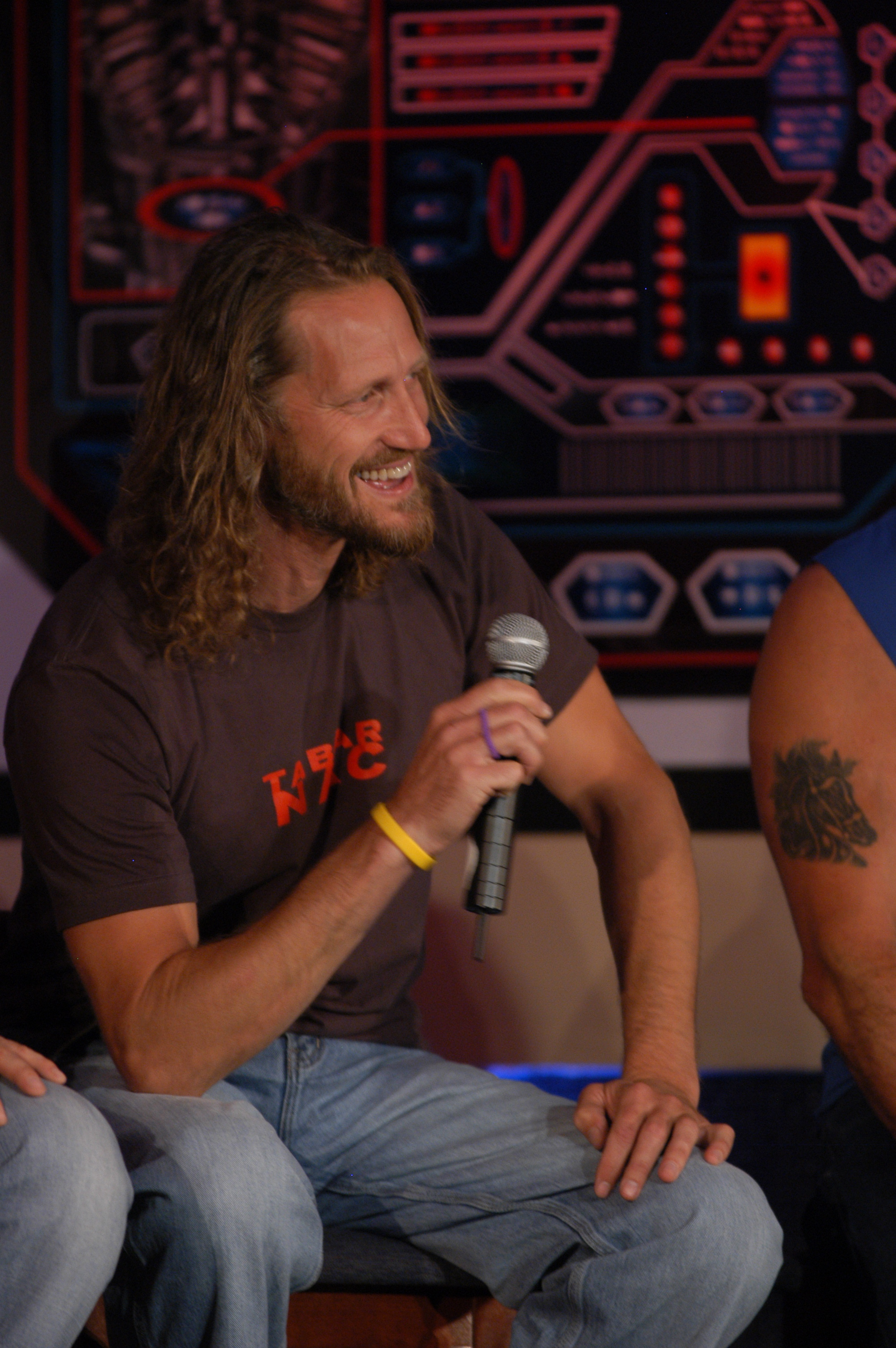
Christopher Heyerdahl, Marcus megformálója

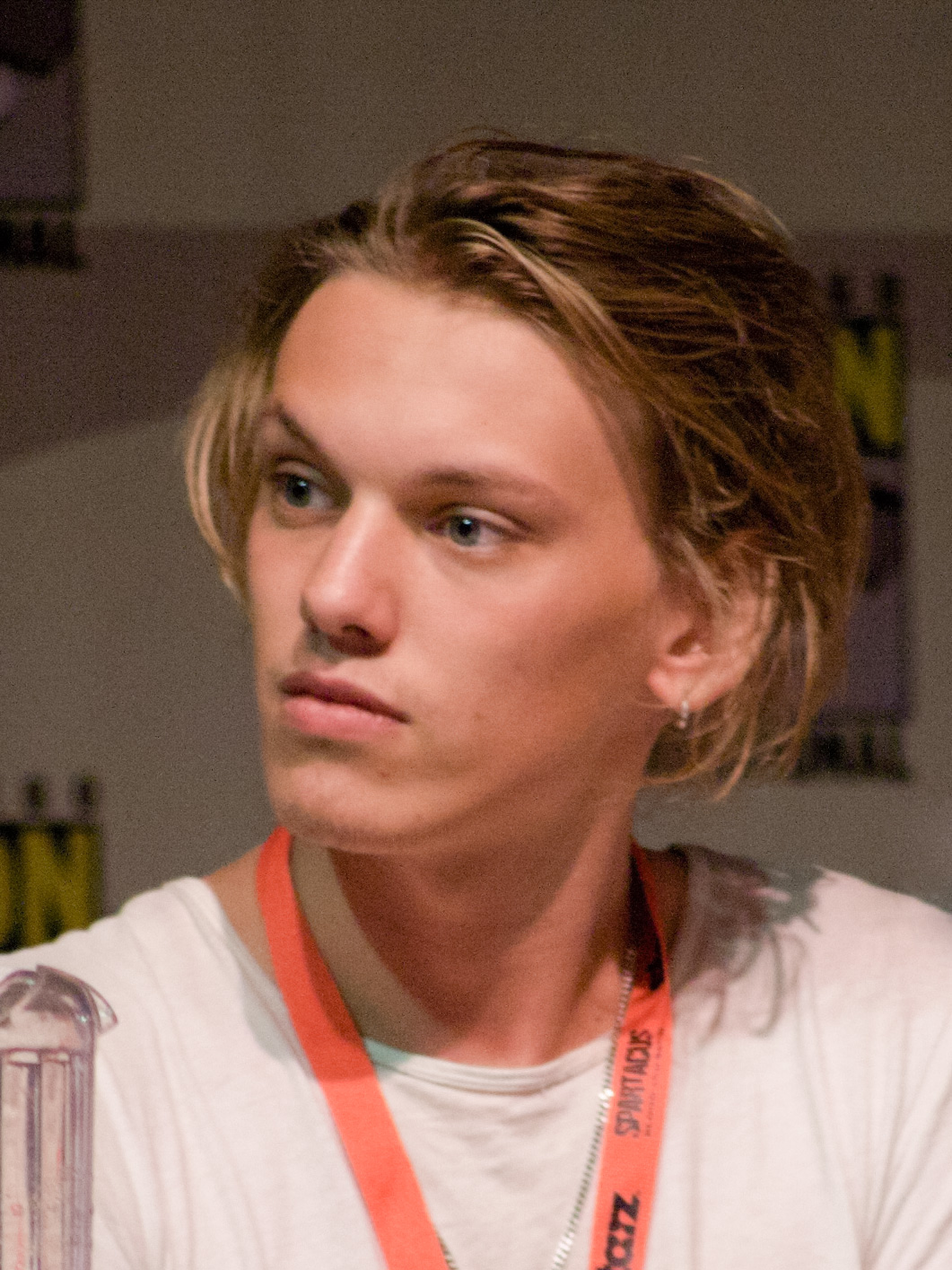
Caius szerepére Jamie Campbell Bowert szerződtették

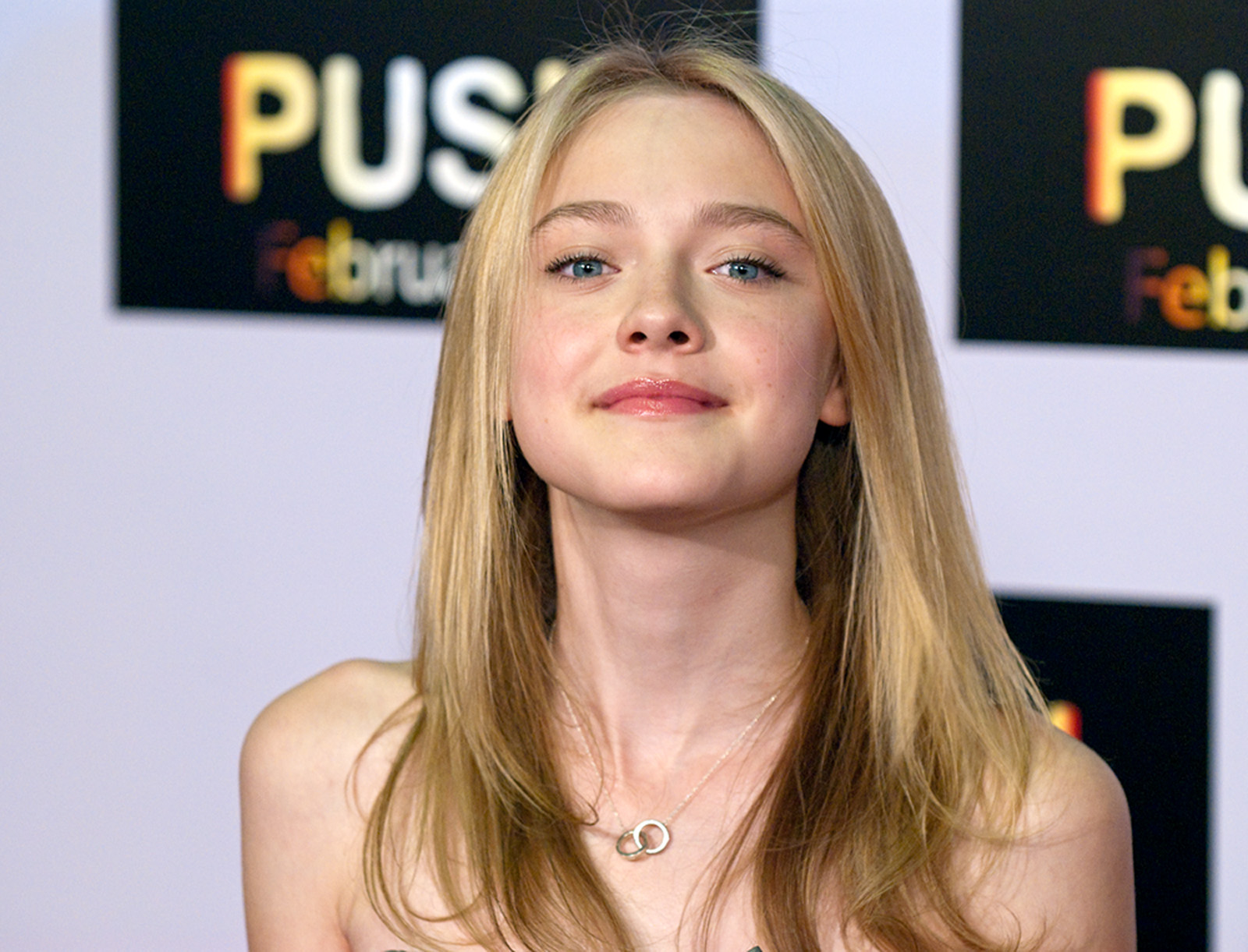
A gonosz Jane szerepét Dakota Fanning kapta

### Volturi
Ez a leghatalmasabb vámpírcsalád. A vámpírfajon belül királyi és uralkodó családnak számítanak. Szabályokat és törvényeket hoznak és feladatuk a törvényszegők megölése. Két fő szabályuk van, ami minden vámpírra vonatkozik az egész világon:
- nem fedhetik fel kilétüket, nem tudathatják az egyszerű emberekkel, hogy ők valójában micsodák.
- csecsemőt, vagy kisgyermeket nem változtatnak át vámpírrá és két vámpír nem hozhat létre vámpírgyermeket, mert a kis vámpír még nem tudná felfogni létének értelmét, így nem tudná kontrollálni a szomját.

Aro:
Ő az egyik alapító. Haja hollófekete és hosszú, bőre áttetsző és hófehér akár a hagymahéj. Különleges képessége, hogy akárcsak Edward, gondolatolvasó, de neki fizikai kapcsolatba kell lépnie azzal a bizonyos személlyel, akinek a gondolatait meg akarja tekinteni, viszont akkor az egész múltját, valaha volt összes gondolatát látja. Felesége Sulpicia. Közvetlen és barátságos természetűnek tűnik. A filmben Michael Sheen játssza.
Marcus
Volterrában szentként tisztelik, egy legenda szerint ugyanis ő űzte el a vámpírokat. Kinézete hasonló a másik két Volturi tagéhoz, de érdeklődése merőben eltér társaitól. Leginkább az unalom és a közöny jellemzi. Képessége hogy képes felmérni az emberek közötti kapcsolatot legyen szó barátságról, szerelemről vagy szeretetről. Edward és Bella sorsa különösebben nem érdekli őt, viszont az Újhold-ban meglepve tapasztalja milyen erős kötelék alakult ki köztük. Felesége neve Didyme volt, aki azonban meghalt. A filmben Christopher Heyerdahl játssza.
Caius
Ő a Volturi harmadik alapító tagja. Hosszú szőke haja és meglehetősen szép arca van. Nem szíveli Bellát. Athenodora a felesége.
A filmben Jamie Campbell Bower játssza.
Bár ők hárman alapították a Volturit az idők során több kiemelkedő képességű vámpírt gyűjtöttek maguk köré.
Jane
Az Őrzők tagja, aki különleges tehetséggel megáldott. Aro maga változtatta át egészen fiatalon. Alkata fiús, de szemei és ajkai láttán nem kétség, hogy nő. Gondolat útján képes fájdalmat okozni áldozatának, képességét élvezettel használja, mondhatni élvezi, ha valakit szenvedni lát. Képességét egyszerre csak egy emberen tudja használni. Bella immunis rá. Ikertestvérével, Alec-kel együtt a Volturi testőrség legfontosabb embere. A filmben Dakota Fanning személyesíti meg.
Alec
Ő is az Őrzők tagja, fiatal és szintén Aro változtatta át. Ikertestvére Jane-nek. Megfontoltabban használja képességét, mint Jane. Áldozata elveszti minden érzékelését, mint például: hallás, látás, érzékelés (ezt akkor szokta alkalmazni amikor a Volturinak kegyes napja van, így fájdalom nélkül elpusztíthatják áldozataikat). Ezt egyszerre több emberre is ki tudja terjeszteni bizonyos ideig. A filmben Cameron Bright játssza.

### Victoria

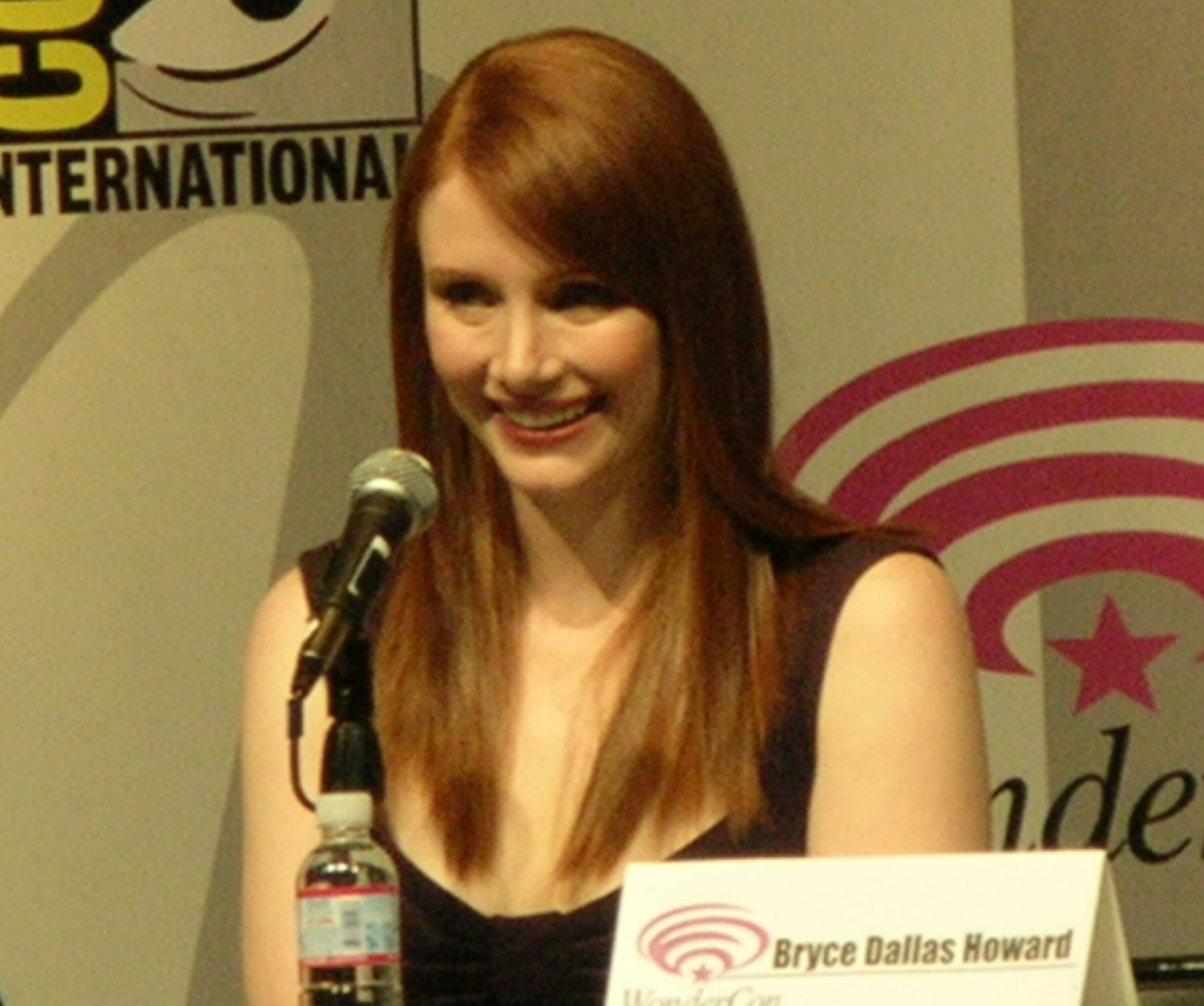
A Napfogyatkozás c. filmben Bryce Dallas Howard alakítja Victoriát

Victoria haja égővörös, ő maga nagymacskaszerű. Különleges képessége, hogy mindig tudja, mikor kell elkezdeni menekülni. Párja, James halála óta élete célja Bella megölése volt, lehetőleg valami lassú és fájdalmas módon. A Napfogyatkozásban Edward végez vele. Az első két filmben Rachelle Lefevre játssza, a harmadikban Bryce Dallas Howard.

#### Victoria vámpírhadserege
A Napfogyatkozásban Victoria létrehozott Bella (és az őt védő Cullen család) ellen egy újszülött vámpírokból álló hadsereget. Nem végezte jól a dolgát, hadserege lassan irányíthatatlanná vált. Ismert tagjai Riley és Bree. Bree-t Carlisle választás elé állította a Napfogyatkozás-beli csata után, s mivel a lány megadta magát, Carlisle nem érezte okát, hogy elpusztítsa, a Volturi azonban nem kegyelmezett a fiatal vámpírlánynak és megölték.

### James
James Victoria társa. A csapatában még Laurent van, végig azt a látszatot keltik, hogy Laurent a vezér, de igazából James. Ruhájuk átlagos kirándulós öltözet: farmer, ing (de cipőt nem hordanak és a ruhájuk is elkopott). Jamesnek a könyv szerint rövid barnás haja van, a filmben hosszú vöröses barnás hajjal látható. Cullenekkel ellentétben nekik vérvörös szemeik vannak. James különleges képessége a nyomkövetés, így az Alkonyatban mikor megérezte Bella illatát és Edward megvédte a lány életét úgy döntött Bellát fogja üldözni, azért mert Bellának ínycsiklandó illata van és azért, mert Edward élete egyik legizgalmasabb vadászatát kínálta neki. A végén Edward és családtagjai megölik. A filmben Cam Gigandet játssza.

### Laurent
Laurent Jamesel és Victoriával él. Sötétbarna bőre és vérvörös szemei vannak. Különleges képességgel nem rendelkezik. Mikor James elkezd Bellára vadászni ő figyelmezteti Cullenéket, hogy James nagyon veszélyes és Victoriát se becsüljék le. Ő nem vesz részt a vadászatban, hanem elköltözik Tányáékhoz, hogy kipróbálja azt az életet ahogy ők és a Cullenek élnek. Bár az Újholdban újra feltűnik mikor újra csatlakozott Victóriához, megölik a kvilájuta farkasok, mikor megpróbálja megölni Bellát. A filmben Edi Gathegi játssza.

### Tanya és családja
Cullen család régi barátai. Edward hozzájuk menekül el egy időre, mikor először megérezte Bella illatát. A Cullen családhoz hasonlóan ők sem isznak emberi vért. Irina a 4. rész közepén, mikor meglátja Jacobot és Bellát Renesmeevel azt hiszi, hogy egy kisgyereket változtattak át. Ekkor elmegy a Volturihoz és, mivel ez nem volt igaz, és Cullenéknek sikerült is a Volturi előtt bizonyítaniuk, Irinát megölték. Tagjai: Kate, Eleazar, Tanya, Iréna, és Carmen. A negyedik részben Irinát Maggie Grace játssza.

### Nomád vámpírok
A tagjai Alistair, Charles, Makenna. Alistair nagyon ellenzi Renesmeet, de azért megpróbál megbékélni vele, ám ez nem sikerül neki és inkább elhagyja a családot. Charles és Makenna azonban segít a Cullen klánnak.

### Dél-amerikai vámpírok
A tagjai Zafrina, Senna, . Ők az Amazonok. Dél-Amerikából származnak. Segítenek bebizonyítani a Volturinak, hogy Renesmee félvér és egyáltalán nem veszélyes és képes megtartani a titkot.

### Európai vámpírok
Két európai klánt említ meg a történet: az ír klánt és a román klánt.
-Ír klán
Vezetőjük Siobhan, egy roppan impozáns megjelenésű asszony, akinek különleges képessége segítségével képes befolyásolni az eseményeket. Kemény arcú társa Liam. A kis Maggie külsőleg nem volt annyira mutatós, mint a másik kettő, de különös képessége megmutatta neki, ha valaki hazudott, így ítéleteiben senki nem kételkedett.
-Román klán
Csak két vámpír él a román klánban: Stefan és Vladimir. Hajdan 1500 éve ők is 'kiskirályként' éltek, mint ahogy most a Volturi. 'Pókhálós' bőr, de ragyogó bíbor vörös szem, nincs rajta tejszerű hályog. Szívélyes, de nagyon törékeny barátságban voltak az egyiptomiakkal. Később le akarták igázni a Nílus-völgyét, de a Volturi ezt megakadályozta.
Mind a két klán tanúskodott a Cullen családnak.

### Egyiptomi vámpírok
Az egyiptomi klán nem az egyik legrégebbi, hanem a legrégebbi klán az összes közül.
Vezetőjük Amun. Amun és társa Kebi, ők ketten a legöregebb vámpírok. Mind ketten i.e. 2500-ban születtek. Mikor a Volturi legyőzték a románokat, 'gyűjtő hadjáratot' szerveztek, így az egyiptomi klán 5 év alatt teljesen megtizedelődött. Amun fejet hajtott a Volturinak, Kebi (mintha Amun árnyéka lenne) ugyanígy cselekedett. Amun, a Volturinál való élete során megfigyelte, hogyan keresse a tehetséges vámpírokat. Így is tett, mikor elhagyta a Volturi klánt. Aro tudta Amun igazi szándékát, ezért Aro, mindig megfigyelés alatt tartotta Amunt. Amun először Chelsea-t találta meg és változtatta át, de Aro átcsábította Chelsea-t a gárdájába, mert különleges tehetséggel volt megáldva. Néhány év múlva Amun besorozta Demetri-t a klánjába, de most sem járt sikerrel Aro-val szemben. Demetri-t is (Chelsea-nak köszönhetően) sikerült rávennie, hogy álljon át a gárdába. Sok évszázaddal később, az 1800-as években, mikor Amun már majdnem feladta a reményt, mikor belebotlott Benjaminba, aki már emberként is nagyon különleges volt: manipulálta a tüzet. Így mikor meglátta, aznap elrabolta a fiút, és átváltoztatta. Egy templom alatti kamrában őrizte Benjamint a Volturi elől, Kebivel vadásztak neki, úgy etették a fiút. Közben Amun fejlesztette Benjanin képességeit, és kiderült, hogy nem csak a tüzet, de a földet, a levegőt és a vizet is tudja irányítani. Öt évvel az átváltozása után, Benjamin kiszökött, hogy megkeresse régi barátját Tiát, akit egy kis hozományért cserébe hozzáadták egy nála jóval idősebb férfihoz Szuezben. 2 napon keresztül feltűnés nélkül figyelte a lányt, és 2 nap múlva vette a bátorságot és éjszaka bekiáltott Tia ablakán. Tia nagyon örült Benjaminnak, és már rögtön tudta, hogy Benjaminnal akar maradni és vállalja a vámpírságot. A fiú figyelmeztette Tiát az átváltozással való fájdalmakra, de a lány hajthatatlan volt. Benjamin ásott egy üreget a sivatagban, és megharapta Tiát. 3 napig ott volt mellette az átváltozás végéig. Miután Tia átváltozott, vadásztak és visszamentek Amunhoz. Amun persze 'tajtékzott' a dühtől, de haragja gyorsan elillant, mert innen jött rá, hogy Benjamin tud felelősség teljesen viselkedni a külvilágban, és minden köteléket elszakított, ami köti a fiút a halandókhoz.
Amun és Kebi nem szívesen ugyan, de maradtak tanúskodni Cullenéknek  a Volturi ellen, mert Benjamin megfenyegette őket, hogy felbontja a szövetséget, ha elmennek.

## Emberek

### Angela
Visszafogott csendes lány, szemüveget hord és sötétbarna haja van. A könyvben Bennel, a filmben Ericel jár. Bella szeret vele lenni mert tudja, hogy Angela nem érzi szükségét annak, hogy állandóan beszéljen. De annak ellenére, hogy keveset beszél éles szeme van és mindig észreveszi, ha Bellát (vagy mást) bánt valami.

A filmben Christian Serratos játssza.

### Jessica

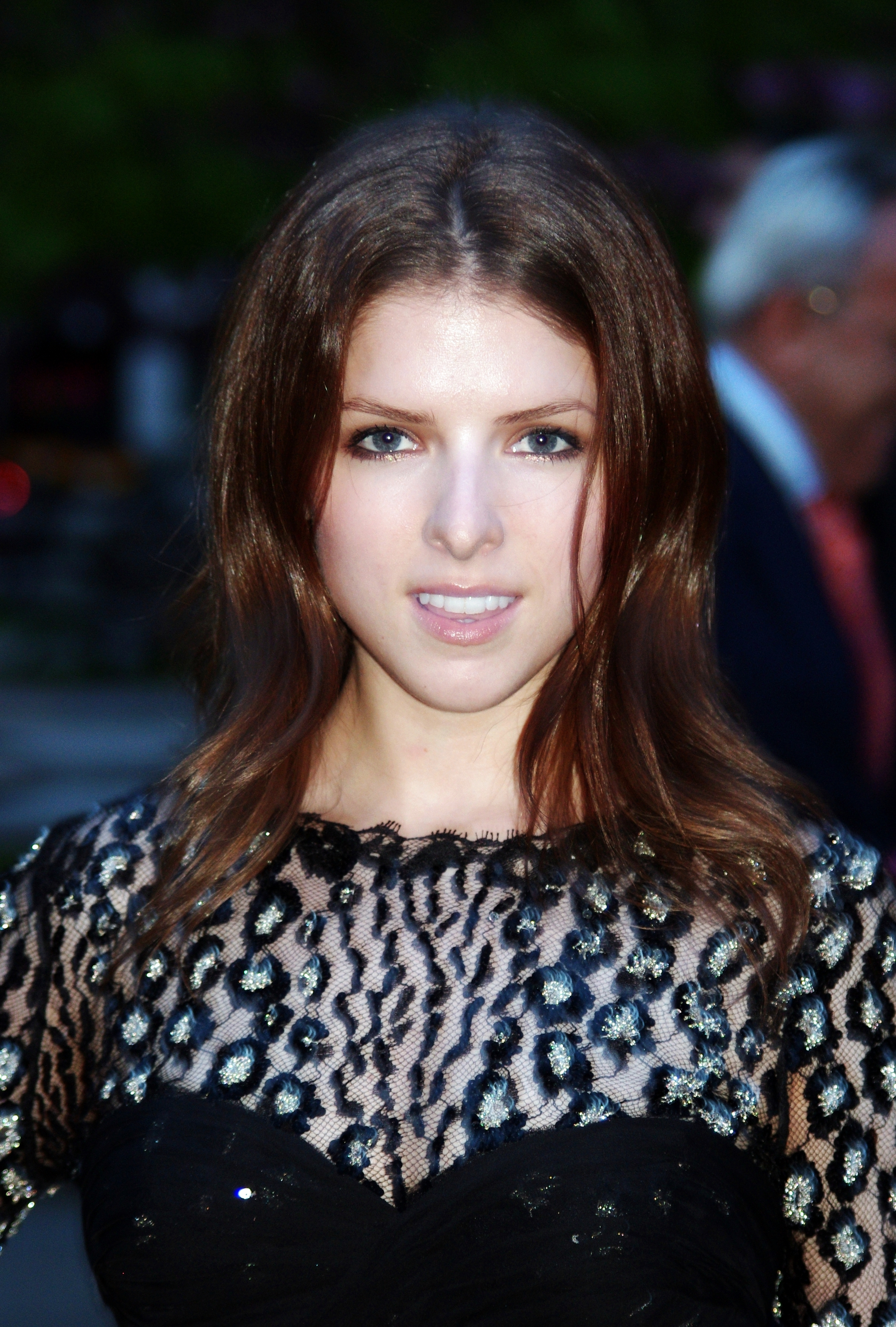
Anna Kendrick

Bella vele volt legelőször jóban az osztályból. Jessica pletykás lány és szeret sokat beszélni, nehezen viseli el ha nem ő van a középpontban. Bella ha vele van tudja hogy nem kell sokat beszélnie csak néha-néha elég ha helyesel. Jessicának tetszik Mike és nem nagyon örül neki, hogy Mike-nak tetszik Bella, de végül összejönnek. A filmben Anna Kendrick játssza.

### Mike
Mike Jessica barátja, de mindig abban reménykedett, hogy Bellának is tetszik, bár Bella sosem mutatta jelét annak, hogy ez így lenne. Mike nyíltan rossz szemmel nézi Edward és Bella kapcsolatát.

A filmben Michael Welch játssza.

### Eric
A filmben az első részben tetszik neki Bella. De Bella nem mutatja jelét annak, hogy ez fordítva is így lenne. Az első rész végén Angela meghívja őt a bálba, és el is megy vele. A második részben pedig már járnak is. Ő foglalkozik az új emberekkel, és ő segít nekik beilleszkedni. Jó barátságban van Mike-al, Jessica-val, Angela-val és Bellával. Megpróbálta elhívni Bellát az első részben az év végén tartott bálra, de Mike-nak köszönhetően nem sikerült neki. Ázsiai és mindig mosolygós, félhosszú fekete haja van. A filmben Justin Chon játssza.